# Élections législatives belges de 1939
Les élections législatives se déroulent le 2 avril 1939 pour renouveler la Chambre des représentants de Belgique, le Sénat. 

## Contexte
Elles se déroulent dans un climat politique tendu, marqué par l'usure du gouvernement d'union nationale dirigé par le socialiste Paul-Henri Spaak, regroupant dans un équilibre instable les trois partis démocratiques traditionnels (catholiques, socialistes et libéraux). Le gouvernement tombe après plusieurs mois de polémique autour de l'"affaire Martens" (la nomination officielle d'Adrien Marteens (nl), ancien activiste flamingant et collaborateur avec l'Allemagne durant la première guerre mondiale, au sein de la nouvelle académie flamande de médecine). Peu avant les élections, l'occupation par l'Allemagne nazie des débris de la Tchécoslovaquie et l'instauration d'un protectorat de Bohème-Moravie inféodé à Berlin augmente les angoisses du corps électoral.

## Campagne
La campagne électorale est aussi brève qu'ardente. Le parti libéral, très unitariste (et à colonne vertébrale francophone) fait campagne sous le slogan : "Parti Libéral, parti national", tandis que les nationalistes-flamands du VNV appuient à fond l'idée du maintien du Dr Martens à l'Académie flamande de médecine, tout en soutenant la stricte application de la législation linguistique favorisant le néerlandais au nord du pays. Les socialistes du parti ouvrier belge, qui ont entériné la nomination de Martens et ont dû mettre  beaucoup d'eau dans leur vin socio-économique pour obtenir le poste de premier ministre, défendent maladroitement leur politique. L'ensemble des partis démocratiques traditionnels s'en prennent au mouvement rexiste de Léon Degrelle, accusant celui-ci d'être vendu à l'Allemagne nazie : les slogans "Rex=Berlin" et "Rex=Hitler" sont repris par les adversaires des rexistes,.

## Scrutin et résultats
Le jour des élections, le docteur Marteens annonce sa démission de l'académie.
Au soir du scrutin, le bloc catholique arrive en tête, enlevant douze sièges supplémentaires, réduisant ainsi la saignée qu'elle avait connue lors du "dimanche noir" du 24 mai 1936. Le parti libéral progresse aussi de dix sièges. Si les socialistes perdent six sièges, sanction de leur participation et de leur gestion gouvernementales, les rexistes reculent fortement : ils perdent 17 sièges sur 21 à la chambre des représentants, malgré l'élection de leur chef, Léon Degrelle, comme député à Bruxelles. Un peu dans l'ombre, les nationalistes-flamands améliorent légèrement leurs scores précédents et gagnent un siège à la chambre par rapport à 1936. Quant aux communistes, ils connaissent un statu-quo, conservant leurs neuf élus à la chambre. Les listes déposées par les autonomistes wallons de l'abbé Mahieu n'ont pas rencontré la faveur du public et n'ont aucun élu. A la veille de la seconde guerre mondiale, l'opinion publique belge vote majoritairement pour les trois partis traditionnels qui ont gouverné le pays dans différentes alliances depuis vingt ans.

### Chambre des représentants
|                          |                              |         |      |        |     |  |  |  |
| Parti                    | Parti                        | Voix    | %    | Sièges | +/– |  |  |  |
|                          | Bloc catholique belge        | 764 843 | 32,7 | 73     | +12 |  |  |  |
|                          | Parti ouvrier belge          | 705 969 | 30,2 | 64     | -6  |  |  |  |
|                          | Parti libéral                | 401 991 | 17,2 | 33     | +10 |  |  |  |
|                          | Ligue nationale flamande     | 185 470 | 8,3  | 17     | +1  |  |  |  |
|                          | Parti communiste de Belgique | 125 428 | 5,4  | 9      | 0   |  |  |  |
|                          | Front populaire de Rex       | 103 821 | 4,4  | 4      | -17 |  |  |  |
|                          | Autres partis                | 50 915  | 1,8  | 2      | 0   |  |  |  |
|                          | Blancs et non valides        | 150 442 | –    | –      | –   |  |  |  |
| Total                    | 2 488 879                    |         | 100  | 202    | 0   |  |  |  |
| Source : Nohlen & Stöver |                              |         |      |        |     |  |  |  |

### Sénat
|                          |                                    |         |      |        |     |  |  |  |
| Parti                    | Parti                              | Voix    | %    | Sièges | +/– |  |  |  |
|                          | Bloc catholique belge              | 703 250 | 30,7 | 35     | +1  |  |  |  |
|                          | Parti ouvrier belge                | 701 552 | 30,6 | 35     | -4  |  |  |  |
|                          | Parti libéral                      | 402 326 | 17,6 | 16     | +5  |  |  |  |
|                          | Ligue nationale flamande           | 177 666 | 7,8  | 8      | +3  |  |  |  |
|                          | Parti communiste de Belgique       | 115 308 | 5,0  | 3      | -1  |  |  |  |
|                          | Front populaire de Rex             | 94 543  | 4,1  | 1      | -7  |  |  |  |
|                          | Parti populaire catholique flamand | 62 976  | 2,6  | 3      | +3  |  |  |  |
|                          | Autres partis                      | 32 209  | 1,4  | 0      | 0   |  |  |  |
|                          | Blancs et non valides              |         | –    | –      | –   |  |  |  |
| Total                    | 2 289 830                          |         | 100  | 101    | 0   |  |  |  |
| Source : Nohlen & Stöver |                                    |         |      |        |     |  |  |  |